# Орлов (бриллиант)
Алмаз «Орлов» — драгоценный камень индийского происхождения, огранённый алмаз слабого зеленовато-синего оттенка.
Крупнейший из найденных в Индии, алмаз был обнаружен в районе Голконды, принадлежал Великим Моголам и Персидским шахам. С 1774 года «Орлов» инкрустирован в Императорский скипетр Екатерины II, в настоящее время является самым крупным алмазом в коллекции исторических драгоценных камней Алмазного фонда Российской Федерации.
Размеры камня: при плоском положении на широкой грани высота составляет 22 мм, ширина 31—32 мм, длина 35 мм (относительно длинной оси скипетра). Масса — 199,6 карат. Алмаз огранён в форме «индийской розы», имеет 180 граней.

## Известные названия
«Кох-и-Тур» или «Гора Синай», «Великий Могол».
В России — «Орлов», «Амстердам», «Амстердамский алмаз», «Лазаревский алмаз».

## История камня

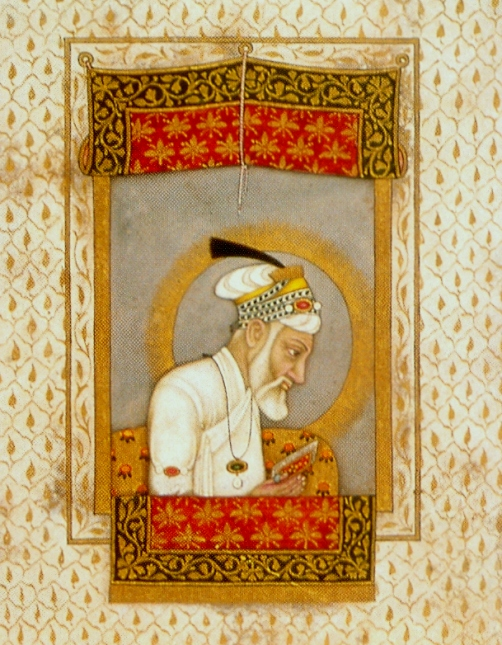
Аурангзеб за чтением Корана. Неизвестный художник, XVIII век.

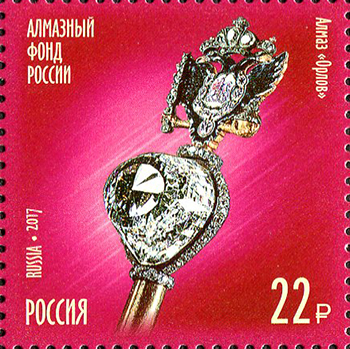
Алмаз «Орлов» на почтовой марке России 2017 года из серии «Сокровища России. Алмазный фонд Российской Федерации»

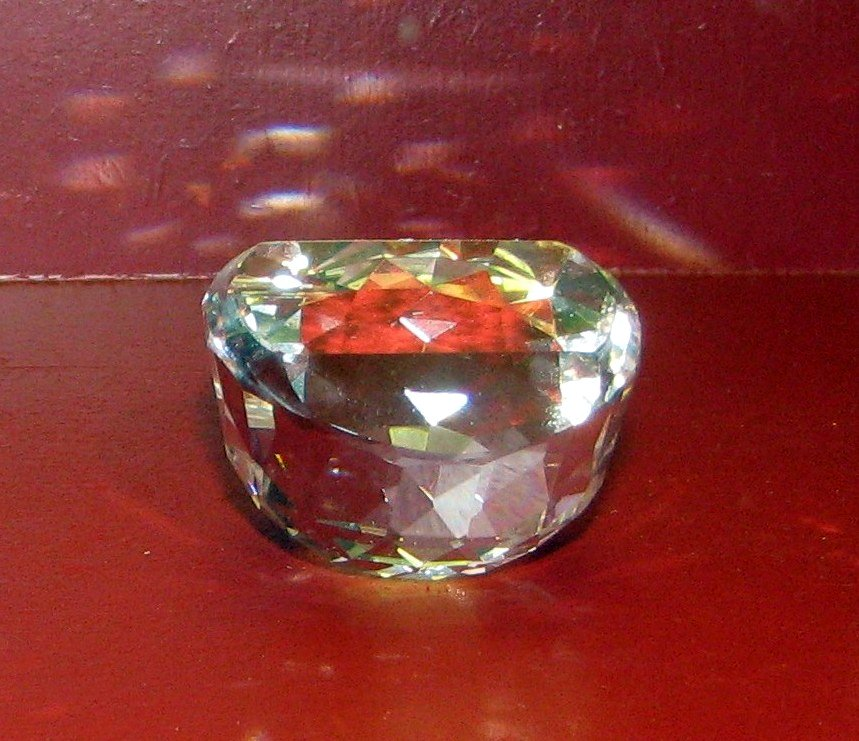
Копия бриллианта «Орлов», которая хранится в музее Мюнхена, 2007 год

Из-за отсутствия точных описаний камня в ранних упоминаниях об алмазе, история «Орлова» во многом основана на легендах. Многие исследователи ошибочно предполагали, что «Орлов» и «Кохинор» (ещё один знаменитый алмаз индийского происхождения, инкрустирован в британскую корону королевы Елизаветы) — это один и тот же камень, другие наоборот принимали за разные камни встречающиеся названия этого бриллианта — «Великий Могол» и «Луна Гор».
Алмаз «Орлов» предположительно был найден в начале XVII века в копях Коллура султаната Голконда — самом богатом месторождении алмазов в Индии. Предположительно, до огранки «Орлов» весил около 400 каратов и являлся осколком ещё большего камня.
Первые достоверные данные об алмазе появляются в середине XVII века на территории империи Великих Моголов. В 1658 году сын Джехан-Шаха Аурангзеб сверг отца с престола и занял трон Великих Моголов, присвоив и все его сокровища. В 1665 году французский купец и путешественник Жан-Батист Тавернье был допущен ко двору Ауренгзеба и получил разрешение составить опись драгоценностей из сокровищницы шаха. Именно Тавернье был первым европейцем, который увидел и задокументировал описание Павлиньего трона и алмаза «Шах». В его записях «Орлов» фигурирует как алмаз «Великий Могол», большинство современных исследователей не сомневаются, что это один и тот же камень. Тавернье описал его так:
… крупный алмаз в виде круглой розы, очень высокой с одной стороны. На нижнем ребре находился маленький надрез, а в нём — небольшое мутное пятнышко. Этот алмаз очень чистой воды, и он весит 319 ½ ратисов, что составляет 280 наших каратов, поскольку ратис равен ⅞ карата. Когда Миргимола, предавший царя Голконды, своего господина, удалился во владения Шах-Джехана и поднёс ему в дар этот камень, [камень] был сырым и весил тогда 900 ратисов, что составляет 787 ½ карата. В нём было несколько мутных пятен. Если бы этот камень находился в Европе, им распорядились бы иначе: из него извлекли бы хорошие куски, и он сохранил бы больший вес вместо того, чтобы быть истёртым в порошок при огранке. Гортензий Боргис Венецианский огранил этот алмаз, за что и получил плохую награду, потому что, когда он закончил огранку, ему поставили в упрёк, что он испортил камень, который мог бы сохранить больший вес, и, вместо того чтобы оплатить его труд, царь велел отнять у него 10000 рупий и велел бы взять у него ещё больше, если бы у него нашлись деньги сверх этих. Если бы господин Гортензий хорошо знал своё искусство, он сумел бы извлечь из этого большого камня несколько хороших кусков, не нанося ущерба царю и затратив меньше труда на шлифовку; но он был не очень умелым алмазником.
В 1707 году Аурангзеб умер, а в 1738 году Надир-шах захватил Индию, завоевал Дели и вывез в Персию все захваченные сокровища, в том числе алмаз «Орлов». Пробел в истории камня наступает через десять лет, после убийства шаха в 1747 году. Вероятнее всего, алмаз был украден во время одного из последовавших дворцовых переворотов.
Легенда о попадании алмаза в Европу подробно изложена в книге «Драгоценные и благородные камни» француза Луи Дютана, изданной в 1783 году во Флоренции. Дютан писал, что алмаз «Орлов» был «глазом знаменитой статуи Шерингам в храме Брамы». Эти слова переписывались в разных изданиях без критического осмысления и, в конечном счёте, стали трактоваться ошибочно. Согласно исследованию британского географа Эдвина Стритера, в Индии не существовало статуи или даже города под названием Шерингам или Шериган. Правильное название — Шрирангам, это был не город, а фортифицированный остров в Мисоре, сформированный рекой Кавери и её притоком Колерун, в двух милях к северу от Тричинополи. На северном краю острова находился окружённый стеной индуистский храм, а в нём — большая пагода с несколькими башнями и многочисленными поселениями для брахминов. В книге Дютана изложена история, как в этот храм прислужником попал французский солдат, дезертировавший из индийской армии, и узнал о хранящихся там бесценных алмазах. Они были инкрустированы в глазницы священного идола индуистского божества Ранганатхи, стоявшего в запретной для христианина зоне храма. Задумав похитить драгоценные камни, солдат принял индуизм и стал служить в храме под видом брахмана. Спустя несколько лет он стал пользоваться доверием остальных брахманов и был назначен стражем в центральном святилище. В ночь, когда бушевала сильная гроза, он похитил один алмаз из глазницы идола и сбежал с острова, направившись к месту расположения британской армии, а после через Тричинополи — в Мадрас, где он продал камень некому английскому капитану за 2000 фунтов. Англичанин вернулся в Лондон и там перепродал камень еврейскому купцу за 12 тыс. фунтов. Эту легенду о похищении алмаза впоследствии использовал Уилки Коллинз для сюжета своего детектива «Лунный камень».
После попадания в Лондон судьба камня хорошо прослеживается по документам. Известно что там, после череды перепродаж, алмаз купил армянин Григорий Сафрас.

## Алмаз «Орлов» и Екатерина II

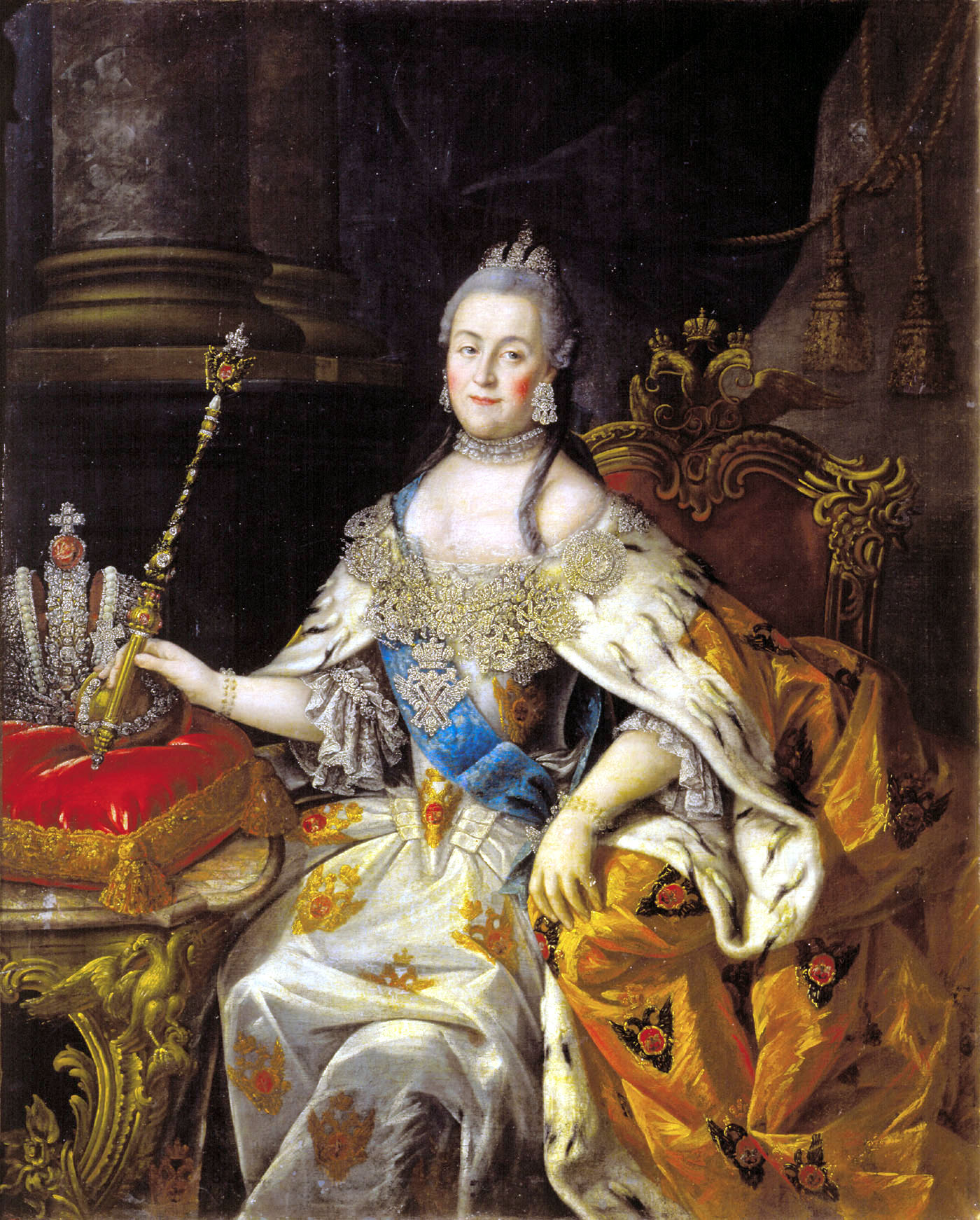
Екатерина II с коронационными регалиями. В правой руке императрица держит императорский скипетр. Портрет Алексея Петровича Антропова 1765 г.

Существуют две версии того, как именно камень попал к Екатерине II. Более романтическая версия утверждает, что камень императрице преподнёс её фаворит граф Григорий Орлов 24 ноября 1773 года на торжестве по случаю её именин. Прусский посланник граф Виктор фон Сольмс, присутствовавший в тот вечер на приёме, писал:
Все появлявшиеся в зале дарили, несмотря на глубокую осень, огромные букеты цветов, а кое-кто вручал и сувенир, специально припасённый для подобного случая. Один граф Григорий явился с пустыми руками. Заметив несоответствие своего явления общему настроению, он будто бы с досадой хлопнул себя по лбу и в сердцах проговорил: «Прости, матушка! У тебя ведь сегодня такой праздник, а я, старый дурак, совсем запамятовал. Ну, не сердись, вот тут у меня завалялось кое-что… Может, сгодится… Не откажись принять». И с этими словами граф достал из кармана жилета плоскую коробочку, в которой находился драгоценный алмаз.

Более прозаичная версия состоит в том, что Екатерина II сама интересовалась алмазом и купила его на деньги из казны. Чтобы избежать возмущений дворян и народа и скрыть огромные затраты, она попросила Орлова помочь ей в этом и представить камень своим подарком. В пользу этой версии есть немало свидетельств: во-первых, Екатерина II страстно любила драгоценные камни и ввела при дворе моду играть в карты на радужные кристаллы. 
Как весело играть в бриллианты! — хвалилась императрица в одном из своих писем. — Это похоже на Тысячу и одну ночь.
Во-вторых, в XVIII веке финансовое положение знатных персон было тайной только для простого народа, в дворянской же среде объёмы капиталов и их источники были общеизвестны. Сумма за камень в 400 тысяч рублей была колоссальной, и граф Орлов просто не располагал таким состоянием.
Эдвин Стритер в своей книге «Величайшие алмазы мира» упоминает, что за продажу камня Лазарев получил также потомственное российское дворянство и годовую ренту в 4 тыс. фунтов стерлингов, что в конце XVIII века составляло 18 тыс. рублей. Алмаз был куплен в кредит с рассрочкой выплаты на семь лет. По документам получается, что когда Орлов собирался вносить первый взнос, оказалось, что Екатерина II уже внесла его из своих личных средств. Факт покупки Орловым подтверждается в письме, датированном 2 января 1776 года, которое Бойл приводит в издании «Museum Britanicum» 1791 года. Орлов остановился в Амстердаме всего на один день и заплатил персидскому купцу сумму в 1,4 млн флоринов.

Наиболее точно историю приобретения камня графом Орловым воссоздал заведующий галереей драгоценностей Эрмитажа Сергей Николаевич Тройницкий на основании многочисленных архивных документов. Из письма прусского графа Сольме установлено, что Орлов купил знаменитый алмаз у армянского купца Лазарева за 400 тыс. рублей. Тройницкий писал: 
Сохранилось доношение астраханского купца Гилянчева астраханскому губернатору Якоби от 1768 г., из которого видно, что тесть его, Гилянчева, армянин Григорий Сафрас, родом из Джуйфы, купил редкую в свете вещь, алмазный камень дорогой цены. Уехав из России в Голландию, Сафрас отвёз туда этот камень и положил его 1 октября 1767 г. в Амстердамский банк. В завещании своём, написанном в 1771 г., Сафрас просит своих душеприказчиков … взять из банка этот Ост-индский камень алмаз весом в 779 гранов голландских.
 В 1772 году Григорий Сафрас продал Ивану Лазареву половинную долю алмаза за 125 тыс. рублей и передал ему камень. В 1773 году Лазарев перепродал его Орлову за 400 тыс. рублей «в семилетние сроки». После смерти Сафраса, согласно прошению Лазарева о разделе наследства от 1779 года, до 1773 года Орлов «на старания о продаже камня» потратил 11 800 рублей. Часть этих расходов ушла за изготовление свинцовой модели алмаза, которая в конце 1772 — начале 1773 была прислана Екатерине II. Это подтверждает запись в книге повелений от 6 марта 1773 года об уплате банкиру Фридрихсу «за потерянный здесь бриллиант, присланный по модели большого камня армянина Сафраса».
В 1774, через год после получения камня, Екатерина II повелела вставить бриллиант в навершие Императорского скипетра. Длина скипетра — 59,6 см, на золотой поверхности ручки расположено восемь бриллиантовых окантовок, навершие украшают золотой двуглавый орёл, мелкие бриллианты и центр композиции — бриллиант «Орлов».

## Научный анализ

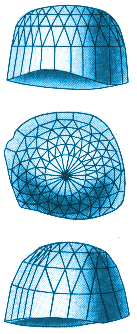
Зарисовка камня из книги «Precious Stones» Макса Бауэра (Max Bauer), 1904 год

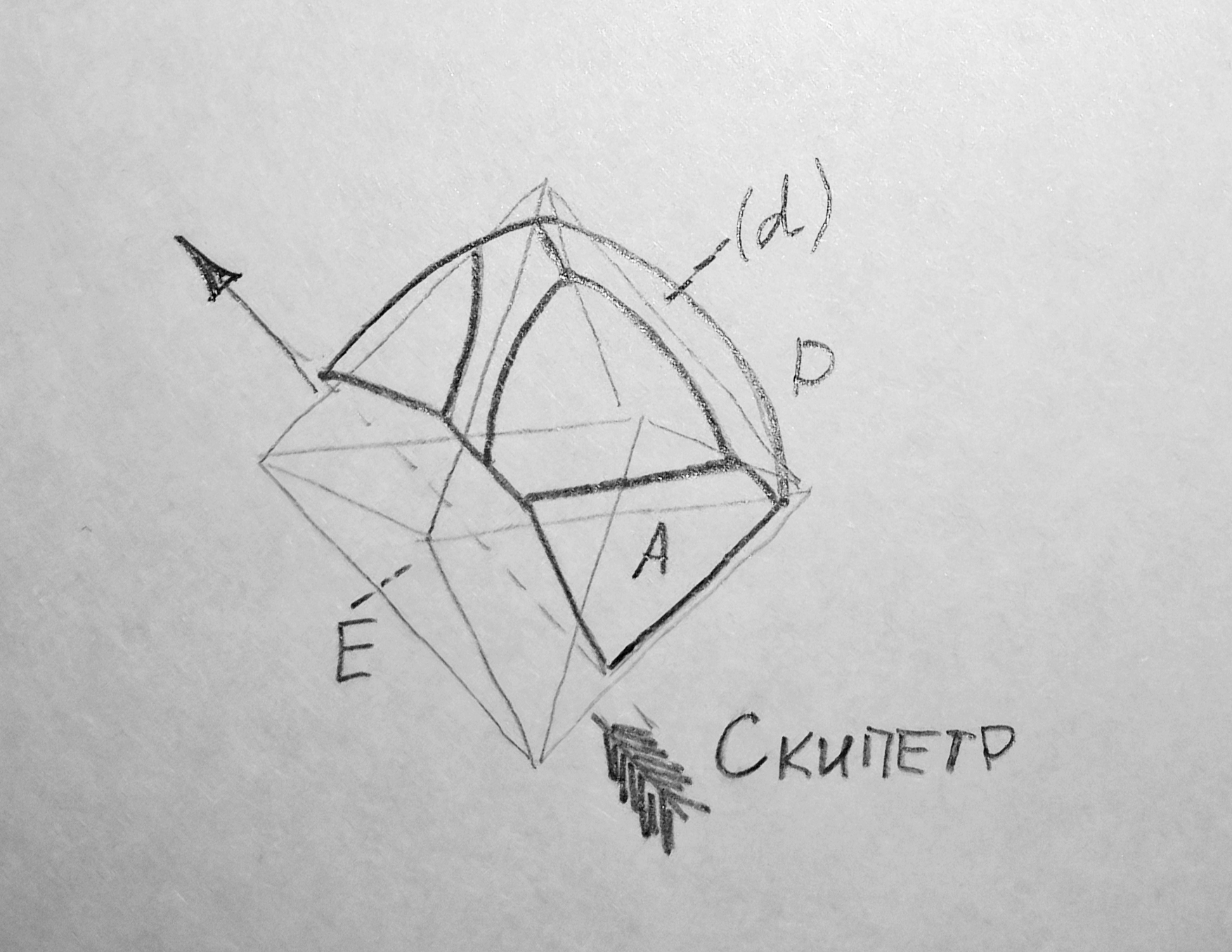
Схема бриллианта «Орлов» после инкрустации в императорский скипетр, по книге «Кристаллография алмаза» Ферсмана А. Е.

Академик Александр Евгеньевич Ферсман, ведущий минералог начала XX века в России, первым провёл полноценный научный анализ «Орлова».

### Масса
Определение точной массы «Орлова» затруднено из-за плотной серебряной оправы Императорского скипетра, в который инкрустирован камень. В старых описаниях Ферсман обнаружил два числа: 185 и 194 ¾ карата. Ко второму числу склонялся Агафон Карлович Фаберже, изучавший камень в 1913 году: по некоторым данным, первоначально камень был непрочно закреплён в оправе скипетра и при осмотре выпал, тогда его взвесили и во второй раз закрепили в скипетре более прочно. Предположительно, в своей оценке Фаберже использовал «старые» караты императорского Кабинета (Царской Рентерии), примерно равные «лейпцигским» в 205 мг. В таком случае вес «Орлова» должен примерно составлять 199 и шесть десятых карата.
Согласно исследованию Ферсмана, алмаз «Орлов» был осколком от кристалла массой 400—500 каратов, до огранки был ограничен двумя большими поверхностями раскола по октаэдрической спайности и сильно искривлёнными гранями псевдододекаэдра со слабым развитием граней октаэдра. При огранке основной целью была шлифовка природной грани и плоскости спайности, поэтому бриллиант получил неправильную внешнюю форму. Купец Тавернье, который впервые описал бриллиант, в своей книге указывал вес 319 ¼ ратиса, то есть 279 9/16 карата. Однако, в разных источниках вес ратиса сильно варьируется: по данным Ферсмана, он мог составлять 0,094, или 0,102, или 0,12, или даже 0,13 граммов. Соответственно, для данных Тавернье масса камня составляет 150, 160, 194 либо 207 карат. Наиболее обычным и правильным считается соотношение 1 ратис = 0,121 грамма = 0,6 метрического карата, именно такое соотношение даёт точный вес «Орлова».

### Кристаллографическое описание
«Орлов» является выдающимся образцом индийской огранки и камня чистой воды слабого сине-зелёного оттенка, характерного для старых камней Индии. В глубине различимы мельчайшие желтоватые железистые включения.
Внешняя форма камня неправильная, со всех сторон ограничена фасетками качественной огранки. В схеме бриллиант «Орлов» можно представить как плоскость, которая накрыта остроконечной многогранной пирамидой, образованной четырьмя зонами фасеток, сверху покрытых плоской розеткой. В порядковой номерации зоны представляют собой:
— Нижняя зона из неправильных четырёхугольных фасеток высотой 0,7-0,9 см;

— 44 треугольные фасетки высотой до 0,5 см;

— 44 треугольные фасетки высотой до 0,35 см;

— 48 треугольных фасеток высотой по 0,35 см;

— Верхняя розетка из 25 плоских лучей и 24 треугольных фасеток, примыкающих к зоне 4.
Нижняя поверхность насчитывает 17 фасеток, собранных в три поля по окружности примыкания к оправе.
Характерной особенностью камня является его входящий угол: выколотая часть по спайности в основании пирамиды. Обе поверхности входящего угла образованы неполированными поверхностями спайности, главная из которых параллельна боковому утолщению алмаза. В сочетании с бороздками нижней грани они позволяют реконструировать очертания камня до инкрустации в скипетр. На схеме изображены теоретический октаэдр и обычный кристалл алмаза с закруглёнными гранями (d). Если сделать большой скол по спайности E и малый — по грани A, можно получить округлую головку многогранника, при затуплении сбоку гранью D, она будет чрезвычайно близка к современной форме «Орлова». При таких сколах и последующей огранке алмаз должен был потерять от четверти до половины изначального веса. Если «Орлов» является природным осколком более крупного камня, аналогично британскому «Куллинану», вероятно, округлого додекаэдра с двумя природными отколами по спайности, то его величина должна была составлять около 300—350 каратов, что подтверждают направление трещинок по спайности и треугольная выемка входящего угла.

## В популярной культуре
- В книге Бориса Акунина «Коронация, или Последний из романов» бриллиант является важной деталью сюжета.

## Список литературы
- Ферсман А. Е. Кристаллография алмаза / Ред. и коммент. Д. С. Белянкина, И. И. Шафрановского. — Л.: Изд-во АН СССР, 1955. — С. 472-484. — 547 с. — 5000 экз.
- Edwin W. Streeter. The Orloff // The Great Diamonds Of The World: Their History And Romance (англ.) / Joseph Hatton, A. H. Keane. — London, 1882. — P. 103-115. — 322 p.
- Коровина Е. А. Подарок на тезоименитство // Великие тайны золота, денег и драгоценностей. 100 историй о секретах мира богатства. — М.: Центрполиграф, 2012. — С. 20. — 416 с. — (Великие. 100). — ISBN 978-5-227-03412-0.
- Горева, О. В. Алмазная сокровищница России. — ПБОЮЛ Лишбергов В. Б., 2006.
- Валаев Р. Г. Новеллы о драгоценных камнях. — Радянський письменник, 1970.